# Красняк палаванський
Красняк палаванський (Prionochilus plateni) — вид горобцеподібних птахів родини квіткоїдових (Dicaeidae).

## Назва
Вид Prionochilus plateni названо на честь німецького натураліста Карла Константина Платена (1843—1899).

## Поширення
Ендемік Філіппін. Поширений на острові Палаван та кількох дрібних сусідніх островах. Його природне середовище проживання — субтропічні або тропічні вологі низовинні ліси.

## Підвиди
Таксон включає два підвиди:
- Prionochilus plateni culionensis (Rand) 1948;
- Prionochilus plateni plateni Blasius, W 1888.